# Cer(III)-iodid
Cer(III)-iodid (CeI3) ist ein Salz des Seltenerd-Metalls Cer mit Iodwasserstoff. Es bildet gelbe orthorhombische Kristalle, die hygroskopisch sind.